# Parmaturus bigus
Parmaturus bigus — акула з роду Parmaturus родини Котячі акули. Інші назви «бежева котяча акула», «бежевий парматурус».

## Опис
Загальна довжина досягає 72 см. Голова велика, має однакову висоту й широку. На відміну від інших видів не сплощена зверху. Морда коротка. Очі помірного розміру, мигдалеподібні, з мигальною перетинкою. За ними розташовані невеличкі бризкальця. Ніздрі мають носові клапани. Губні борозни короткі, розташовані в кутах рота. Губні борозни на верхні губі довші за борозни на верхній губі. Рот невеликий. Його довжина становить 3,6% усієї довжини тіла. Зуби дрібні, з 3 верхівками, з яких центральна є високою, шилоподібною, бокові — маленькі. На верхній щелепі — 120 робочих зубів, які розташовані у декілька рядків. Тулуб м'який, трохи в'ялий. Осьовий скелет складає 144 хребців. Шкіра має оксамитовий вигляд. Луска дрібна, розташована щільно з 3 повздовжними хребцями, що закінчуються зубчиками. Має 2 спинних плавця, з яких задній більше за передній. Відстань від кінчика до переднього спинного плавця складає 54,9% довжини тіла. Передній розташовано навпроти кінця черевних плавців, задній — навпроти кінця анального. Хвостовий плавець короткий, гетероцеркальний, на його стеблі є гребені, що складаються з великою луски.
Забарвлення бежеве. Кінчики плавців світліше за загальний фон. Задні краї анального й хвостового плавця мають білу облямівку.

## Спосіб життя
Тримається на глибині 600 м. Доволі млява акула. Полює біля дна, є бентофагом. Живиться дрібними ракоподібними, невеличкою рибою.
Це яйцекладна акула. Процес парування і розмноження достеменно не вивчено.

## Розповсюдження
Мешкає біля північно-східного узбережжя Австралії, звична на підводному плато Саумарез.